# 前川郡
前川郡（チョンチョンぐん）は、朝鮮民主主義人民共和国慈江道の中部に位置する郡。

## 地理
東に狼林郡、北に渭原郡・城干郡、西に古豊郡、南に松源郡・東新郡と接する。
高く険しい山が多い地形である。最高峰は海抜1,984mの崇積山である。狄踰嶺山脈が郡の東部を通過する。
2017年（平成29年）7月28日の弾道ロケット発射は、この郡の舞坪里から発射された。

## 歴史
独立前には平安北道江界郡の一部であり、1949年1月に江界郡城干面、干北面、前川面、立館面、化京面、龍林面を合併して慈江道前川郡が新設された。1952年12月の行政区域改編で前川面、化京面と立館面の倉坪里・雲松里を含む前川郡が再構成された。

### 年表
この節の出典
- 1949年1月 - 平安北道江界郡城干面・干北面・前川面・立館面・化京面・龍林面をもって、慈江道前川郡を設置。(6面)
- 1952年12月 - 郡面里統廃合により、慈江道前川郡前川面・化京面および立館面の一部地域をもって、前川郡を設置。前川郡に以下の邑・里が成立。(1邑15里)
  - 前川邑・舞坪里・長林里・倉㯖里・臥雲里・回㯖里・花岩里・倉坪里・雲松里・化龍里・津坪里・古人里・新渓里・梨満里・新積里・吉多里
- 1954年 (1邑16里)
  - 前川邑が仲巌里に降格。
  - 吉多里および花岩里の一部が合併し、前川邑が発足。
  - 舞坪里の一部が花岩里に編入。
  - 化龍里の一部が分立し、雲浦里が発足。
- 1961年 (1邑3労働者区13里)
  - 仲巌里が仲巌労働者区に昇格。
  - 雲松里が雲松労働者区に昇格。
  - 花岩里が花岩労働者区に昇格。
- 1963年 (1邑3労働者区13里)
  - 前川邑の一部が分立し、鶴舞労働者区が発足。
  - 前川邑の一部が花岩労働者区・新積里に分割編入。
  - 仲巌労働者区および前川邑（旧）の残部が合併し、前川邑（新）が発足。
- 1967年 (1邑5労働者区11里)
  - 古人里が古人労働者区に昇格。
  - 新積里が新積労働者区に昇格。

## 産業
北朝鮮最大のもみ生産地でマッチ工場が立地する。

## 行政区域
1邑 5労働者区 11里で構成される。
- 전천읍 (前川邑、チョンチョヌプ)
- 학무로동자구 (鶴舞労働者区、ハンムロドンジャグ)
- 화암로동자구 (花岩労働者区、ファアムノドンジャグ)
- 신적로동자구 (新積労働者区、シンジョンノドンジャグ)
- 운송로동자구 (雲松労働者区、ウンソンノドンジャグ)
- 고인로동자구 (古仁労働者区、コインノドンジャグ)
- 무평리 (舞坪里、ムピョンニ)
- 장림리 (長林里、チャンニムニ)
- 회덕리 (回徳里、フェドンニ)
- 와운리 (臥雲里、ワウンニ)
- 창평리 (倉坪里、チャンピョンニ)
- 리만리 (梨満里、リマンニ)
- 진평리 (津坪里、チンピョンニ)
- 운포리 (雲浦里、ウンポリ)
- 화룡리 (化龍里、ファリョンニ)
- 신계리 (新渓里、シンゲリ)
- 창덕리 (倉徳里、チャンドンニ)

## 交通
- 満浦線
  - 津坪駅 - 古仁駅 - 梨満駅 - 雲里駅 - 雲松駅 - 前川駅 - 花岩駅